# Drużba (obwód brzeski)
Drużba (biał. Дружба; ros. Дружба; hist. Skorbicze, biał. Cко́рбічы, ros. Скорбичи) – wieś na Białorusi, w obwodzie brzeskim, w rejonie brzeskim, w sielsowiecie Czernawczyce, nad Leśną.
W dwudziestoleciu międzywojennym Skorbicze leżały w Polsce, w województwie poleskim, w powiecie brzeskim, w gminie Kosicze. Po II wojnie światowej w granicach Związku Sowieckiego. Od 1991 w niepodległej Białorusi.